# Želmíra Kálalová

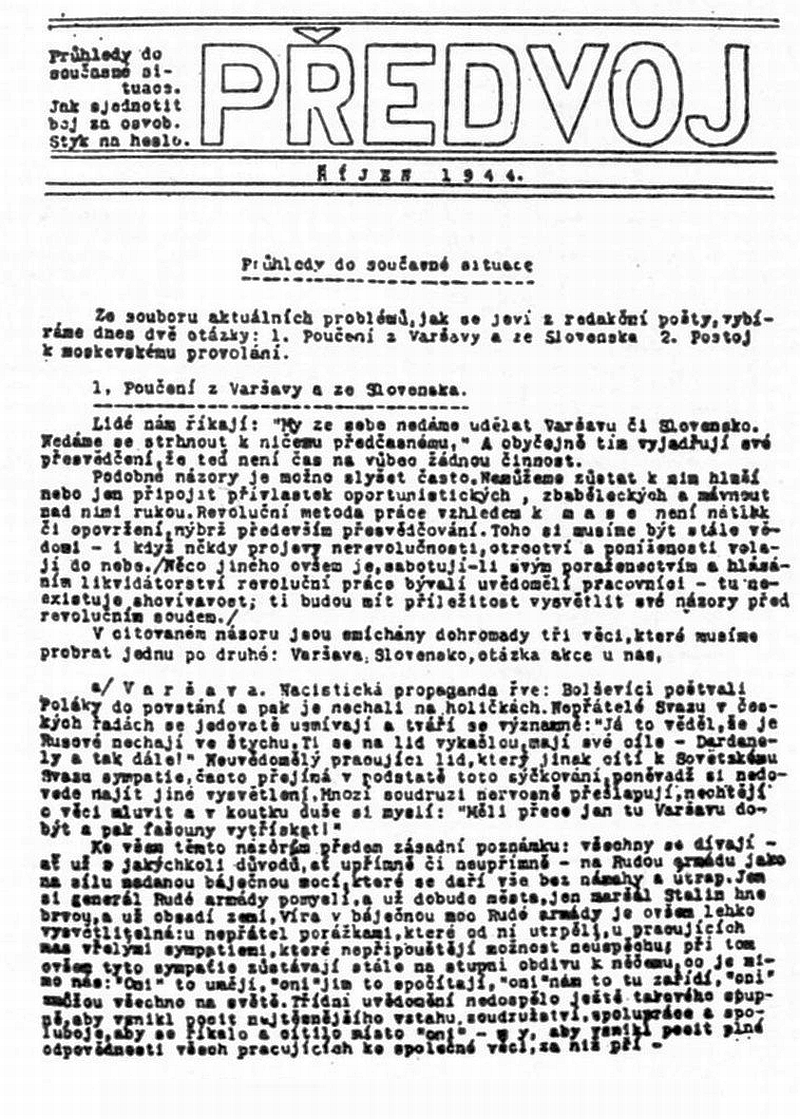
Titulní strana ilegálního časopisu Předvoj (říjen 1944)

Želmíra Kálalová (27. srpna 1925 Ostrava – ?????), provdaná Richtová, byla za Protektorátu Čechy a Morava společně se svojí starší sestrou Natašou Kálalovou (* 14. července 1921) členkou odbojové organizace Předvoj. Po skončení druhé světové války se stala historičkou.

## Předvoj
Předvoj byla protifašistická odbojová organizace převážně složená z komunisticky orientované mládeže, která působila v letech 1943–1945 v Protektorátu Čechy a Morava. Myšlenka založení odbojové skupiny vznikla mezi mladými, kteří se v protektorátní době scházeli v evangelickém sboru v Praze na Smíchově. Postupně se organizace rozrůstala, plánovitě navazovala spolupráci s malými roztříštěnými odbojovými skupinami na celém území Protektorátu Čechy a Morava.
Jádrem skupiny byli tři přátelé Karel Hiršl, Václav Dobiáš a Jiří Staněk. K nim se později připojil i Hiršlův přítel z táborů YMKY Jan Mojžíš, který se přestěhoval z Brna do Prahy. Kroužek se rozrůstal a na podzim 1942 přibyl mladý učitel Jaromír Mrkos. K prvním pěti se přidaly ještě dvě dívky – sestry Želmíra a Nataša Kálalovy, dále Karel Kosík a čtveřice čerstvých maturantů Radovan Richta, Antonín Růžek, Karel Šmirous a Jiří Vrba, o něco později ještě přesvědčení komunisté Jevgenij Šesták a Kamil Zoufalý.
Jednou z hlavních aktivit Předvoje bylo od začátku roku 1944 i pravidelné vydávání stejnojmenného ilegálního měsíčníku Předvoj, který sloužil jako instrukční tisk pro členy organizace. V létě 1944 již Předvoj navázal spojení s odbojovými skupinami v Praze a jejím okolí, na Kladně v Plzni, Rokycanech, Říčanech, Pečkách, Bohdanči, Brně a okolí, Olomouci, Zlíně, Frenštátě pod Radhoštěm, Přerově, Písku a na dalších místech. Významné bylo především spojení na příbramskou organizaci Prokop Holý, která se zaměřovala na sabotáže na železnici. Předvoj poměrně rychle sjednotil odbojové protifašistické skupiny z celého tehdejšího protektorátu a stal se ve své době největší komunistickou odbojovou organizací na území protektorátu. Předvoj v roce 1944 významně posílil zdecimované odbojové struktury ilegální Komunistické strany Československa.

## Zatýkání, věznění,...
Rozsáhlá odbojová činnost Předvoje nezůstala utajena gestapu, které mělo v té době řadu agentů i mezi odbojovým hnutím. (Někteří se dokonce vydávali i za parašutisty nebo zmocněnce partyzánských velitelů.) Prvním významným členem, který byl zatčen gestapem již v červnu 1943, byl Václav Dobiáš. Jeho výslechy neposkytly vyšetřovatelům žádné relevantní informace a Václav Dobiáš byl nakonec popraven 10. dubna 1945 ve Zwickau. Velké tažení proti Předvoji gestapo zahájilo v létě 1944 a jeho cílem bylo odhalit, kdo organizaci vede. Při této zatýkací vlně byli zatčeni student Jiří Staněk a Karel Šmirous. Činnost Předvoje to narušilo, ale nezničilo.
Dne 22. října 1944 byla Želmíra Kálalová zatčena gestapem. Společně s ní byli zatčeni před rohovým činžovním domem na adrese Podskalská 366/27 Praha 2, kde obě sestry Kálalovy bydlely, i její sestra Nataša Kálalová a další odbojáři: Antonín Růžek (* 28. prosince 1924 – 2. července 1945), Radovan Richta a Karel Hiršl. Všichni zatčení byli odvlečeni do Petschkova paláce, kde byli vyslýcháni a konfrontováni se zbitým a po zostřených výsleších zkrvaveným studentem Jiřím Staňkem (* 11. března 1921 Praha – 2. května 1945 Malá pevnost Terezín).
Želmíra Kálalová byla vězněna v pražské Pankrácké věznici a od 23. ledna 1945 ve věznici gestapa v Malé pevnosti v Terezíně.

## Po druhé světové válce
Druhou světovou válku obě sestry Kálalovy přežily (ze Sudetských kasáren v Terezíně byly propuštěny 6. května 1945). V roce 1950 se Želmíra vdala za svého bývalého kolegu z odboje Radovana Richtu a přijala jeho příjmení Richtová. Želmíra Richtová vystudovala filozofii na Karlově univerzitě v Praze (získala titul PhDr.) a byla historičkou. V 50. letech a na počátku 60. let 20. století publikovala několik knih s tematikou historie KSČ.

## Publikační činnost
- RICHTOVÁ, Želmíra. Boj komunistické strany Československa na obranu Sovětského Svazu v období hospodářské krise. Praha: [s.n.], 1952; 148 stran
- RICHTOVÁ, Želmíra. Boj Komunistické strany Československa na obranu Sovětského svazu v období hospodářské krize. Praha: Želmíra Richtová, 1952; 148 stran (disertační práce, Karlova univerzita v Praze)
- RICHTOVÁ, Želmíra. Bolševické zocelení Komunistické strany Československa v boji za zájmy pracujícího lidu v době hospodářské krise. 1. vydání Praha: Rudé právo, 1953; 21 stran; Večerní vyšší škola marxismu-leninismu při městském výboru KSČ v Praze.
- ŠOLLE, Zdeněk, MENCL, Vojtěch a RICHTOVÁ, Želmíra. Praha hrdinská: (1844-1960). 1. vydání Praha: Orbis, 1961; 236 stran; Pragensia.

## Fotogalerie

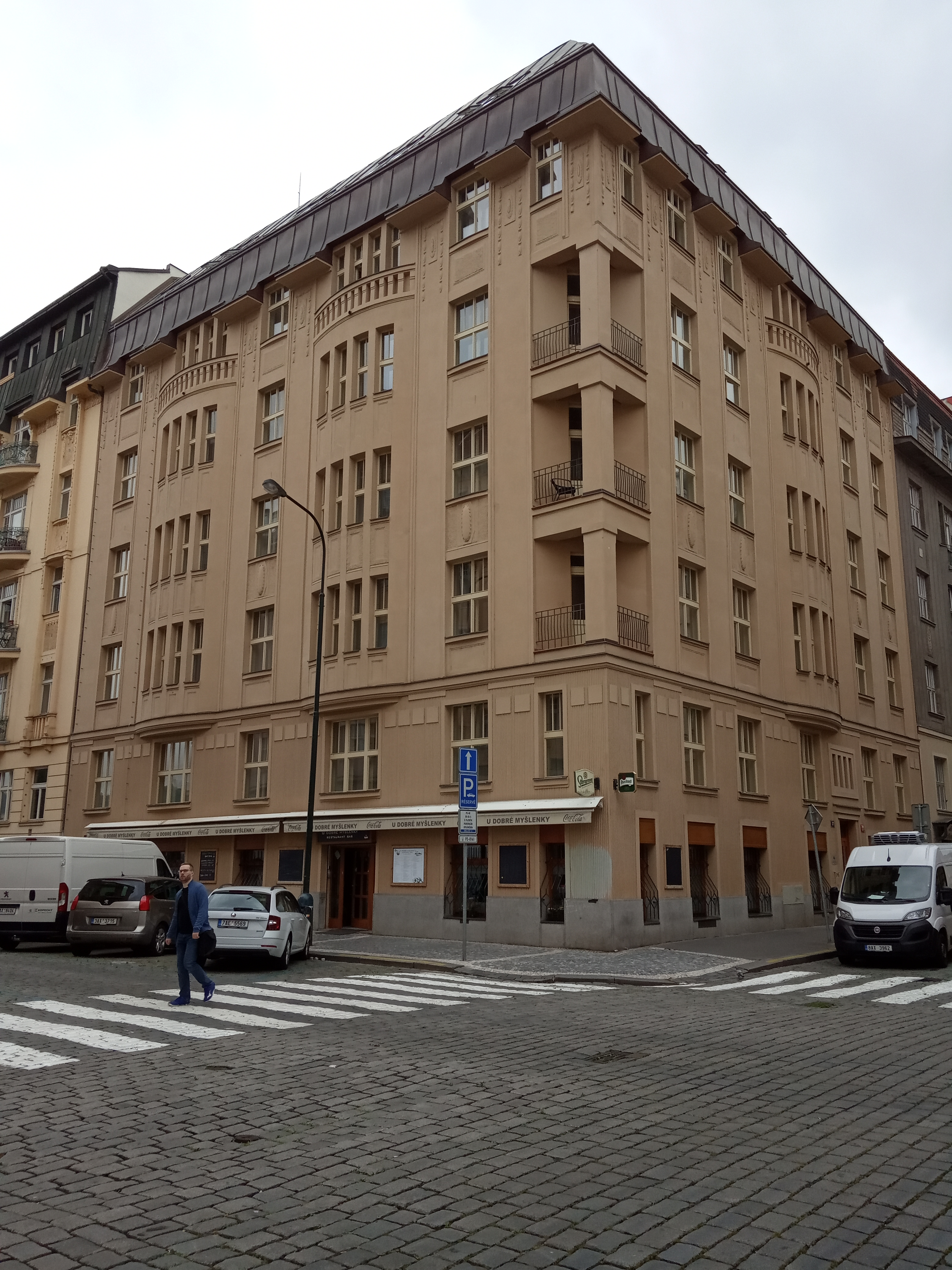
Rohový činžovní dům na adrese: Podskalská 366/27, 128 00 Praha 2 – Nové Město, před kterým byla Želmíra Kálalová zatčena
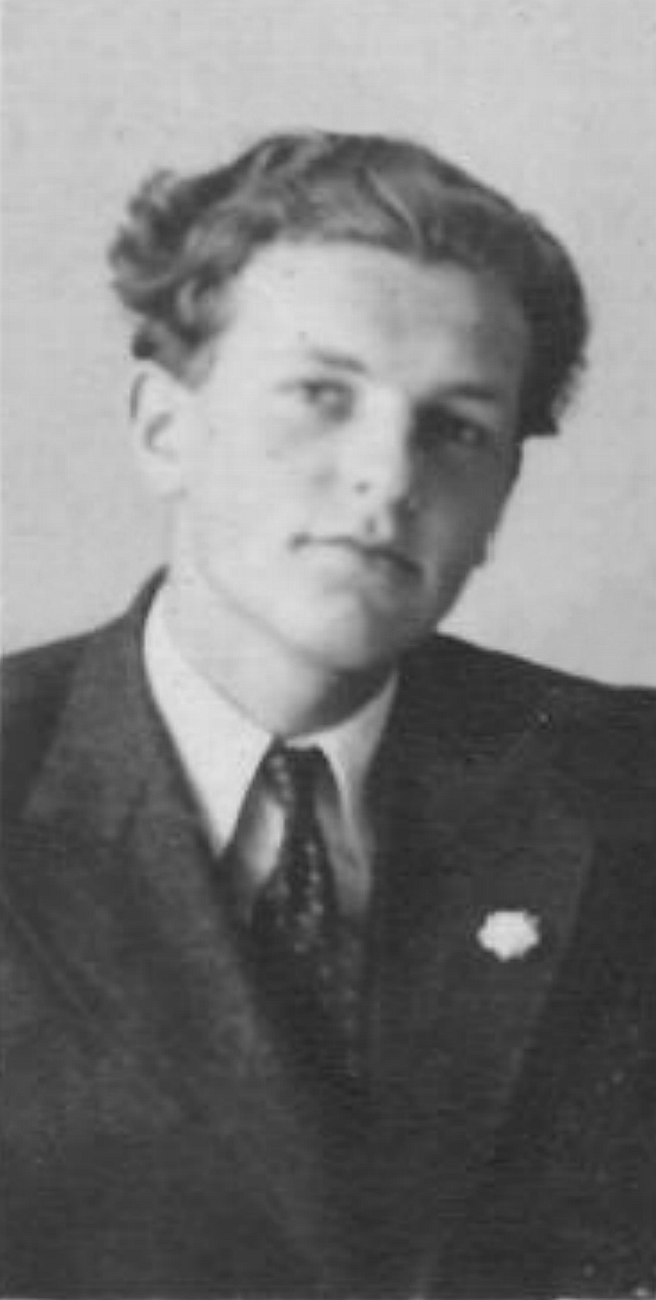
Karel Hiršl – kolega v odboji (Předvoj)
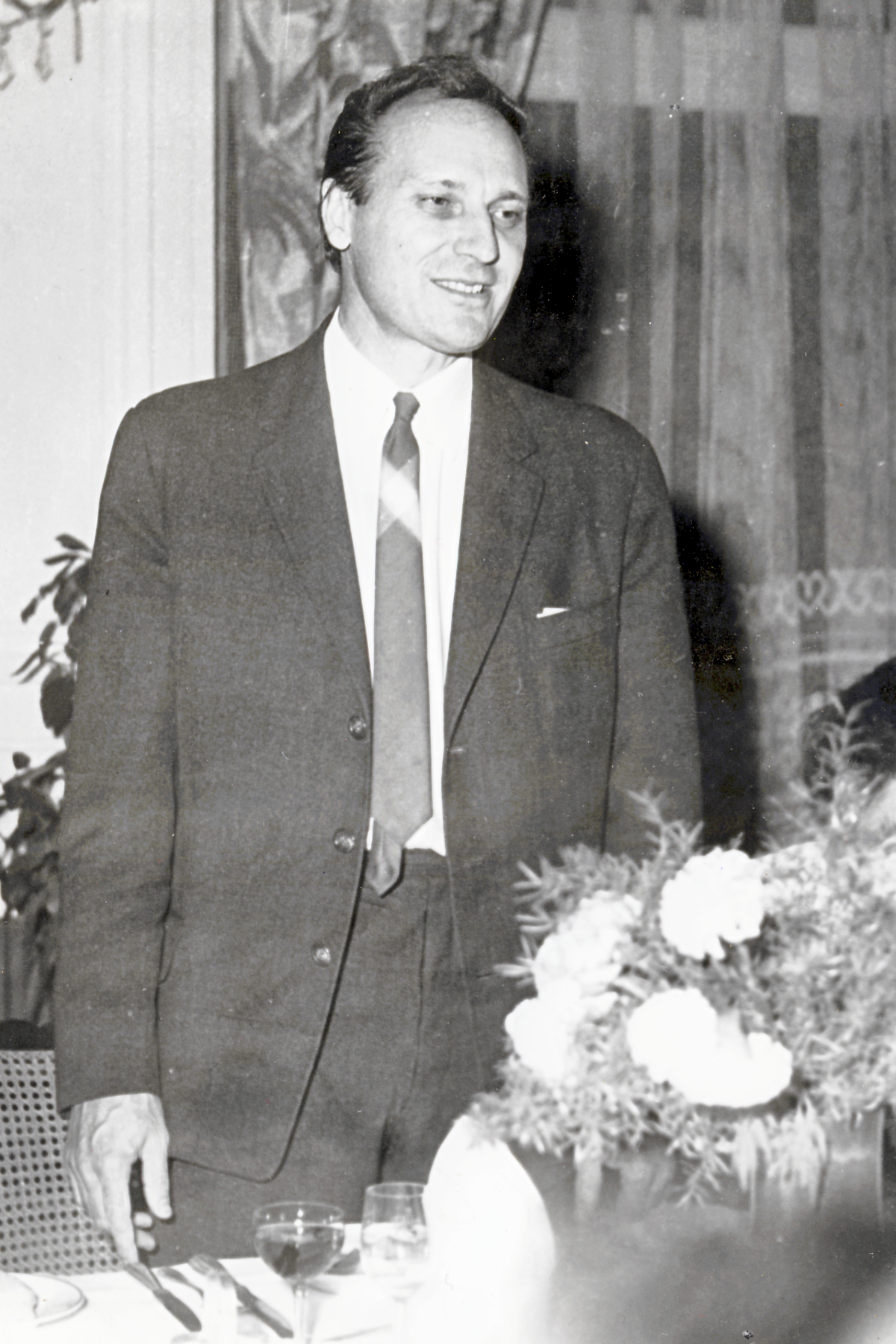
Radovan Richta – kolega v odboji (Předvoj) a od roku 1950 manžel Želmíry Kálalové